# 時を越えて (合唱曲)
「時を越えて」（ときをこえて）は、栂野知子が作詞・作曲した合唱曲。多くの中高生によって歌われている。

## 概要
栂野知子の教え子が甲子園に出ていたので応援に行ったら感動したという思いを込めて作詞・作曲された曲である。